# Sabatieria cleopatris
Sabatieria cleopatris is een rondwormensoort uit de familie van de Comesomatidae. De wetenschappelijke naam van de soort is voor het eerst geldig gepubliceerd in 1924 door Micoletzky.